# Aladár Lászlóffy
Aladár Lászlóffy (n. 18 mai 1937, Turda, județul Turda, Regatul României – d. 20 aprilie 2009, Budapesta, Ungaria) a fost un scriitor și poet maghiar din România, membru al Academiei de Arte din Budapesta, al Academiei Digitalizate din Budapesta și al Uniunii Scriitorilor din România, precum și, din 2003, membru corespondent al Academiei Române.

## Distincții
- Medalia Meritul Cultural clasa I (25 decembrie 1967) „pentru merite deosebite în opera de construire a socialismului, cu prilejul celei de-a XX-a aniversări a proclamării Republicii”[5]
- Ordinul național „Steaua României” în grad de Ofițer (1 decembrie 2000) „pentru realizări artistice remarcabile și pentru promovarea culturii, de Ziua Națională a României”[6]